# ハイレゾリューションオーディオ
ハイレゾリューションオーディオ (英: High-Resolution Audio) とは、CD-DAのサンプリング周波数 44.1 kHz、量子化ビット数 16 bitよりもサンプリング周波数が高く、量子化ビット数も増やして、よりきめ細かく高音域まで忠実な（デジタル）オーディオのことを指す。略して「ハイレゾオーディオ」、「ハイレゾ音源」または単に「ハイレゾ」と呼ばれることもある（高分解音質・高解像度音質）。

## 概要

ハイレゾリューションオーディオ形式を含む各種デジタル音楽データのダイナミックレンジと帯域幅

具体的にはサンプリング周波数および量子化ビット数のうち片方がCD-DAスペック（44.1 kHz, 16 bit）、もしくはDATスペック（48 kHz, 16 bit）相当 を超えている（かつもう片方も超えているか、同程度）となっている。
2014年3月26日に、一般社団法人電子情報技術産業協会 (JEITA)によって呼称と定義について周知がされ、2014年6月12日には、一般社団法人日本オーディオ協会 (JAS)がハイレゾ音源の定義や推奨ロゴを発表した。

## 定義

### JEITAによる定義
リニアPCM換算でサンプリング周波数、量子化ビット数の少なくとも一方がCDスペックを超えていて、もう一方がCDスペック以上であればハイレゾリューションオーディオの定義に合致する。なお、JEITAはCDスペックをCD・DATならびにDVDで用いられているサンプリング周波数が44.1〜48 kHzで、16 bit量子化のデジタルオーディオと定義している。
JEITAによるハイレゾ音源の該非を示す表は以下のとおり。
| サンプリング周波数 (kHz)      | 量子化ビット数 (bit) | 量子化ビット数 (bit) | 量子化ビット数 (bit) |
| サンプリング周波数 (kHz)      | 16 bit未満           | 16 bit               | 16 bit超過           |
| ----------------------------- | -------------------- | -------------------- | -------------------- |
| 44.1 kHz未満                  | ×                    | ×                    | ×                    |
| 44.1〜48 kHz                  | ×                    | ×                    | ○                    |
| 48 kHz超過 （主に64 kHz以上） | ×                    | ○                    | ○                    |

### 日本オーディオ協会による定義
JEITAによる定義に加え、一般社団法人 日本オーディオ協会が示す付帯項目である「録音、および再生機器ならびに伝送系」で以下の性能保証と、生産および販売責任での聴感評価が確実に行われていることを条件に「ハイレゾオーディオロゴ」の使用を認める運用を行っている。デジタル信号のフォーマットには、リニアPCM (WAV) フォーマットに加え、その可逆圧縮フォーマット(FLAC、Apple Lossless、AIFFなど)以外にも、DSDフォーマット (DSF · DSDIFF · WSD)によるデータもハイレゾ音源として扱われる。いずれもデジタル信号処理は、96 kHz / 24 bit の信号処理が可能であることを要件としている。
推奨ロゴマークは、ソニーが2013年から使用していたハイレゾ音源再生・録音対応機器のロゴマーク、もしくはパナソニック（テクニクスブランド含む）、およびJVCケンウッド（JVC・ケンウッドの各ブランド）が2016年まで使用していたハイレゾ音源再生対応機器のロゴマークである。
- アナログ機器
  1. 録音マイクの高域周波数性能 - 40 kHz以上。
  2. アンプ高域再生性能 - 40 kHz以上。
  3. スピーカー・ヘッドホン・イヤホンの各種高域再生性能 - 40 kHz以上。
- デジタル機器
  1. 録音フォーマット - FLAC または WAVファイル 96 kHz / 24 bit以上。
  2. 入出力インターフェイス - 96 kHz / 24 bit以上。
  3. ファイル再生 - FLAC もしくは WAVファイルの 96 kHz / 24 bitに対応可能。自己録再機に限り、FLACまたはWAVのどちらかのみでも良い。
  4. 信号処理 - 96 kHz / 24 bit以上の信号処理性能。
  5. デジタル・アナログ変換 - 96 kHz / 24 bit以上。

2018年11月28日、日本オーディオ協会がスマートフォンやBluetoothを使用したワイヤレスヘッドホン、ワイヤレススピーカーなどのワイヤレス機器の普及に伴い、無線接続での音質を担保する新カテゴリーのライセンスとして「ハイレゾオーディオワイヤレスロゴ」を定義した。
「ハイレゾオーディオワイヤレスロゴ」ライセンスは、下記の条件を満たす無線接続を持ち、かつ無線接続以外は「ハイレゾオーディオロゴ」の規定を満たす、主にBluetoothを念頭において策定されており、Wi-Fi（無線LAN）は十分な帯域を持つため対象外としている。
なお、左右独立イヤホンや2台1組で 2 chとして使用できるBluetoothスピーカーのような製品内部で無線通信を行うものについては、「技術的・音質的評価を行う方法や指標が検討しきれていない」として、ライセンス開始直後は認証の申請を受け付けず、今後、評価方法や指標の検討が完了次第、ライセンス対象に組み込むとしている。
- ワイヤレス機器
  1. 機器間の信号伝送にあたり、「ハイレゾオーディオロゴ」で規定されているデジタル信号（96 kHz / 24 bitの FLAC または WAVファイル）を伝送するには十分な帯域を持たない無線方式を用いるものを対象とする。
  2. 上記伝送路上でJASが認証したオーディオコーデックを用いデジタル・オーディオ信号を伝送するもののうち、所定の性能、品質を有する製品にロゴ使用を許諾する。
- 認証コーデック
  1. 日本オーディオ協会が提供するテスト信号と評価ツールで検証し、十分な性能であることを検証する。
  2. 日本オーディオ協会が定める方法、評価者、場所において試聴評価を行い、十分な音質であることを確認する。
  3. コーデックのライセンス条件などビジネス面での条件が明確であり、すべてのハイレゾオーディオのライセンシーにライセンス可能（RANDライセンスという）であること。
  4. コーデックの提案者は、日本オーディオ協会会員であり、コーデックの知的財産権 (IP) 保持者かその代理人であること。

## 技術
ハイレゾリューションオーディオ音源を制作するためには様々な技術が使われている。

### 録音
高性能アナログデジタルコンバータ (ADC)
録音段階では88.2 kHzや96 kHz、もしくはそれ以上のサンプリング周波数で録音すると折り返し雑音を軽減出来るため、1万円程度の廉価なオーディオインターフェイスであっても96 kHz / 24 bit以上の録音に対応しているものが多数ある。また、高性能ADCは信号雑音比 (S/N比) を高くすることが可能となる。24 bit出力や32 bit出力の高性能ADCは数多くあるものの、そのS/N比が24 bitのダイナミックレンジである144 dBに届いているものはなく、性能の良いADCでも130 dB程度となっている。また、ADCのサンプリング周波数の高さもS/N比の改善に寄与するが、量子化ビット数ほどではない。そもそも論として、録音の最初の段階に当たるマイクのダイナミックレンジも100 dB〜130 dB程度である。したがって、ADCで得られるサンプリングデータのS/N比はマイクを含めたアナログ段階のS/N比に制約され、24 bitのダイナミックレンジに収まる程度となる。
なお、S/N比はデシベル (dB) で表されるが、音圧レベルとは異なる。ハイレゾの録音は基準レベル -18dBFS付近で行われている。日本の電波産業会は、ITU-R BS.1726勧告に基づき、国際番組交換の場において、デジタル信号の基準レベル（アライメントレベル）として、-18 dBFS (欧州 EBU R68) または -20 dBFS (米 SMPTE RP 155) のどちらかを採用することとなっている
新しい方式として、0 dbFS以上のレベルが入力されても波形が歪まない 32bit float 録音 （浮動小数点数の指数部で0 dbFS以上のレベルを吸収できる，実質的な解像度は符号ビット + 仮数部の24 bit相当である）に対応したADCも存在する。ADCで一般的な整数の代わりに浮動小数点数を用いるこの録音方式は、信号レベルを気にすることなくセットアップや録音ができ、また小レベル信号が影響を受けるノイズや大レベル信号が影響を受けるクリッピングで音声を台無しにすることもないという手軽さが最大のメリットとなる。

### 編集・ミキシング
演算精度
DAW内部の演算においては通常、クリッピングや小音量での情報欠落を防ぐため少なくとも単精度浮動小数点数 (32-bit float)によって演算が行われる。いくつかのDAWには倍精度浮動小数点数 (64-bit float) 処理に対応するエンジンが搭載されており、小レベル信号が影響を受ける量子化ノイズや大レベル信号が影響を受けるクリッピングを防ぎながら高い演算精度で編集することが可能となっている。特に、32 bit整数音源を作成するためには仮数部で52 bitが確保される64 bit float演算が必須となる。SONAR、Logic Pro X 10.3以降、Cubase 9.5以降などが64-bit float処理のエンジンを搭載している。
また、オーディオプラグインにおいても64-bit floatでの入出力に対応するものがある (VST3プラグインの一部など)。
高品質サンプリング音源
サンプラープラグインなどのサンプリング音源は、ものにより収録時の量子化ビット数やサンプリング周波数が異なっている。そのため、音源の品質にも気を配る必要がある。
例えばSoundFont (*.sf2) の仕様では、2.04以降24 bitサンプルに対応しているものの、50 kHzより高いサンプリングレートは「再現できないハードウェアが存在することから避けるべき」とされている。Downloadable Sounds (DLS)では16 bitより深い量子化ビット数のサンプリングデータを内包するためにDLS 2.2以降のWave Codec Extensionsが必要となる (対応するかは実装による)。
高品質リサンプラー
192 kHzで録音・編集したものを96 kHzにダウンサンプリングする場合などにリサンプラーが必要となるが、リサンプラーによって性能が異なっている。
リサンプラーの性能比較サイトとして「SRC Comparisons」が存在し、その比較結果においてFinalCD、iZotope RX、Voxengo r8brain PROが上位のリサンプリング性能となっている。
オーバーサンプリング
プラグインエフェクターにおいてはオーバードライブ・ディストーションなどの歪みを意図的に発生させるエフェクターや、コンプレッサー・リミッターなどの急激な音量変化で歪みが発生するエフェクターを中心に、エフェクター内部でだけ一時的にオーバーサンプリングする事によって折り返し雑音を軽減出来る機能を持つものがある（歪みによって発生した高音の倍音が折り返し雑音となる事への対策）。ただし出力時のダウンサンプリングによって音が変化するため、これを嫌って最初から高サンプリングレートで編集する場合もある。

### 再生
OS標準ミキサーのバイパス
アプリケーションのオーディオ出力は通常、OS標準のミキサー (カーネルミキサー等) により劣化してしまう。そのため、OS標準のミキサーをバイパスする手法が存在する。WindowsであればASIOやWASAPIの排他モードがこれに当たる。

## 対応機器
- PCで再生
  - S/PDIF（光接続が多い）経由やHDMI経由でハイレゾ対応のAVアンプ・サラウンドシアターシステム等に接続。
  - USB-DAC（一部の低価格モデルを除きその大部分がハイレゾ対応）経由で対応ヘッドホンに接続するか、若しくはUSB-DAC本体の背面にあるアナログライン出力（RCA端子またはXLR端子）を利用して（ほぼ据置型がこれに該当）アンプやアクティブスピーカーに接続。USB-Cハブでも代用可能。
- ネットワークオーディオプレーヤーで再生
  - LAN上のDMS（サーバー）とDLNA接続。
- ハイレゾ対応のスマートフォンやデジタルオーディオプレーヤーで再生
  - 対応ヘッドホンがあれば単体で可能。

AVアンプ・サラウンドシアターシステムについてはDVDビデオ世代以降であれば、プリメインアンプ単体についてはDVDオーディオ世代以降の一部のハイエンドクラスのD/Aコンバーター搭載であれば、概ねハイレゾオーディオの再生に対応している。ただし、再生可能なフォーマットや音源スペックは機器により異なる。また、NAPについてはDLNA経由で再生する場合に対応フォーマットや音源スペックに制限が掛かる場合もある。
なお、機器がハイレゾ音源に対応していたとしても、それが即ち音質を保証するという訳ではない。機器によってD/Aコンバータ (DAC)やアンプの方式などが異なるため、それぞれ再現できるダイナミックレンジや、再生で生じる全高調波歪 + ノイズ (THD+N)が異なっている。

## ハイレゾリューションオーディオに対する論争

### 科学的な批判
現在までの所、適正に制作された従来のCD-DA音源とハイレゾリューションオーディオ音源を明確に聞き分けることができなかったとする米国オーディオ技術者協会による試験結果も報告されている。
ボストンオーディオ協会による報告の論文によると、違いは聞き分けできないとの結果となっている。 ブラインドテストの結果作曲者やミュージシャンですら48 kHz / 16 bitの音とハイレゾリューション音源を区別できなかった。 2014年の論文では、時代遅れの古いディジタルフィルタやディザリング手法ではアーティファクトが聴覚できるとしている。
FLACやVorbisなどの開発元であるXiph.orgに所属している、クリス・モンゴメリーはオーディオ技術一般によく見られる、ある種のオカルト的効力を掲げた販売手法であると批判している。
実際にハイレゾリューションオーディオが標準的なオーディオと違いがあるか確認するために、二重盲検法の一種であるABXテストによる検定も有用である。
また、高いサンプリング周波数では、非可聴域の超音波が相互変調歪みの形で可聴域に影響を及ぼすことにより、元の音源にない音が再現されてしまう場合もあり、高すぎるサンプリング周波数は音質に悪影響を及ぼすこともある。このほか、イヤホンでハイレゾ音源を再生する場合（あくまでも架空の空間での鑑賞で）、スピーカーでハイレゾ音源を再生する場合と異なり、リアルな空間での体験は得られないとされる(ヘッドホンにおいてはそうはいいきれない)。
CD-DAの音質と2chステレオ音源（あるいは同等の性能で取り扱いが楽なデジタル配信）が実現した時点で、これを超える質や量を伴うコンテンツが実現可能でも、「たいていの聴取者がそれを必要としない」という問題は依然として解決できていない。

### マーケティングへの批判
ビジネス誌、ブルームバーグ ビジネスウィークはハイレゾリューションオーディオに注意を促している。
マスター音源を標準音質とハイレゾリューション音質で作り分け販売する手法があるが、ハイレゾリューション音源であってもダイナミックレンジを無視したマスタリングがされることもある。

#### ニセレゾ
録音時にCD品質やDAT品質以下のフォーマットで作成されたマスター音源をアップサンプリングしてハイレゾ化する方法があり、市場でもそういった音源がハイレゾ音源として大々的に売り出されているが、この方法で作成されたハイレゾ音源は倍音成分が欠落しているか、あるいは推測で倍音成分が埋め合わせされているため、偽物のハイレゾという意味で俗に「ニセレゾ」と呼ばれる。下記のような現状から、ハイレゾを巡る現実は厳しいと言える。
1. 16ビットでのデジタルレコーディング
  - デジタルレコーディング黎明期の1978年～1983年の期間には、3M社のDMS、ソニーのPCM-3324、三菱のX800等の様々なデジタルMTRが現れた。その後、CD最盛期の1989年から2000年代前半にかけてのスタジオレコーディングにおいては、世界的にソニーのPCM-3348（16ビット／44.1kHz，16ビット／48kHz対応）がデファクトスタンダードとなり、16ビットでのデジタルレコーディングが行われていた[36]。したがって、CD最盛期に24ビットでデジタルレコーディングされた作品はほとんど存在しない[注 1]ことから、ハイレゾのオーディオシステムに合わせて数多くの倍音補完技術が開発されている。最先端では機械学習も導入されており、CD全盛期に残された限られたデータに膨大な楽器の特徴を当てはめて、より正確に倍音を補完できるように技術開発が行われている（例・ソニーのDSEE HXやJVCケンウッドのK2テクノロジー、デノンのウルトラAL32プロセッシング、パイオニアのマスターサウンドリバイブ等）[37]。
2. アナログマスターテープの劣化
  - オーディオマニアが好むクラシック音楽にしても、デジタル化以前の名演についてはアナログマスターテープの劣化によって高音域の減衰やダイナミックレンジの低下が起きており、最新のハイレゾデータよりも過去に発売されたCDやレコードの方がデータ品質として良好な場合もある。

## 音楽制作において
上述のような音楽鑑賞におけるハイレゾオーディオへの批判とは対照的に、音楽制作段階におけるハイレゾオーディオは広く普及している。
何故なら、制作段階においてはA/D変換やエフェクターなどノイズの発生要因が音楽鑑賞と比べ物にならない程多く、かつそのノイズの多くがハイレゾによって軽減出来るため、高音質を確保しておく意義が大きいからである。
録音段階では88.2kHzや96kHz、もしくはそれ以上のサンプリング周波数で録音すると折り返し雑音を軽減出来るため、1万円程度の廉価なオーディオインターフェイスであっても24bit/96kHz以上の録音に対応しているものが多数ある。